# 1995 DO1
1995 DO1 är en asteroid i huvudbältet som upptäcktes den 22 februari 1995 av den japanska astronomen Takao Kobayashi vid Ōizumi-observatoriet.
Asteroiden har en diameter på ungefär 3 kilometer.